# 最古客車
最古客車（さいこきゃくしゃ）は、日本の鉄道の開業時に使用されていた客車の通称。

## 最古客車図
1921年（大正10年）に鉄道省が発行した『日本鉄道史 上篇』には、「最古客車圖(図)」として以下の解説が記されていた。

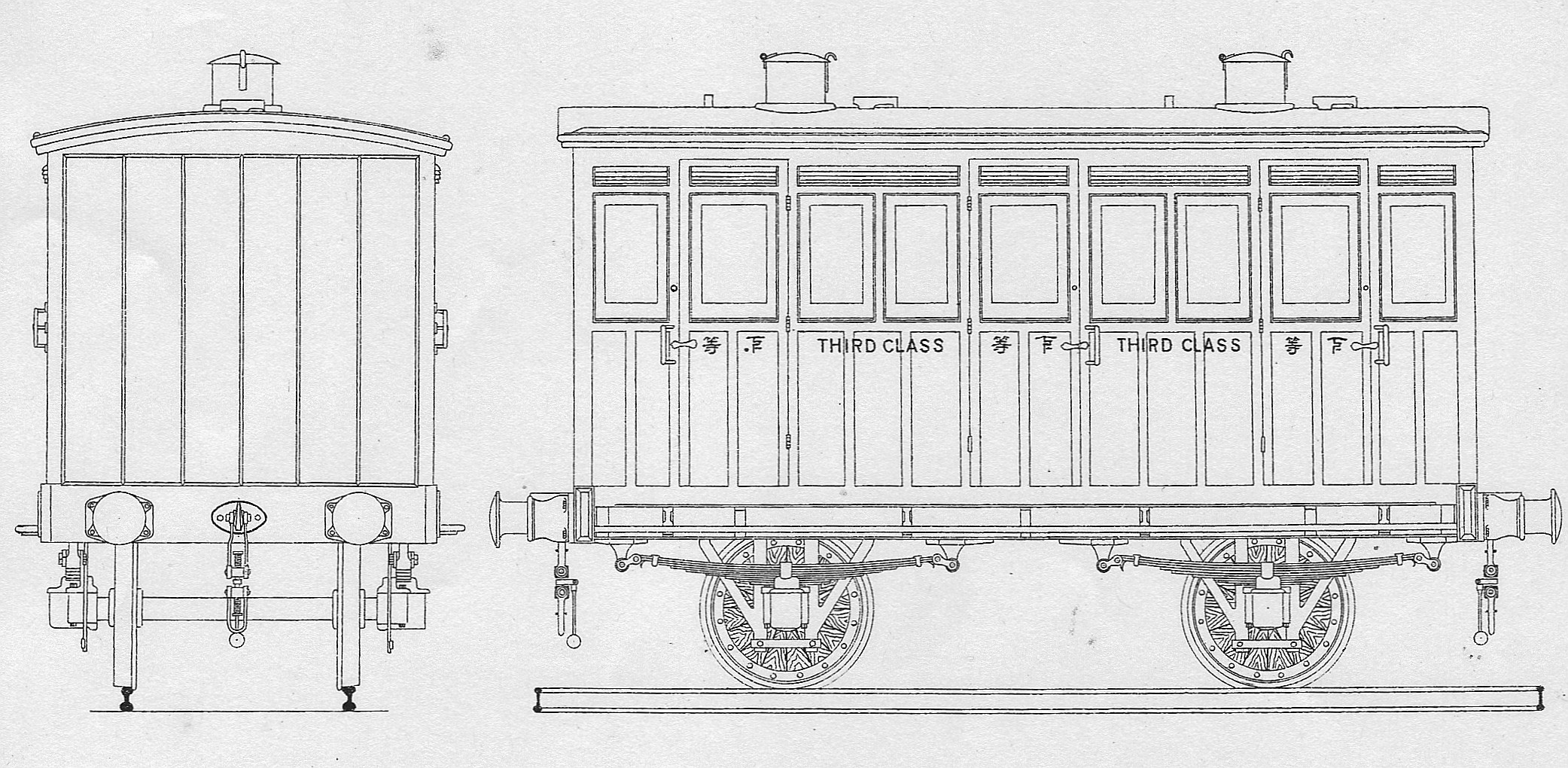
最古客車圖

要約すると「明治5年に新橋工場と神戸工場で組み立てられたイギリス製の全長15ft・全幅6ft 6in・全高9ft 9in・定員30人の三等客車」。
1930年（昭和5年）に発行された『明治工業史 機械・建築篇』においても、「四輪客車の大さ」として以下の解説が記されていた
| 車 體 外 部 寸 法 | 車 體 外 部 寸 法 | 車 體 外 部 寸 法 | 床面積(平方呎) | 自重(噸)  | 固定輪軸距(呎) |
| 長さ(呎・吋)      | 幅(呎・吋)        | 高さ(呎・吋)      | 床面積(平方呎) | 自重(噸)  | 固定輪軸距(呎) |
| ----------------- | ----------------- | ----------------- | -------------- | --------- | -------------- |
| 十五・〇〇        | 六・六            | 一〇・四―一〇・八 | 八五           | 四二―四七 | 八             |

これらに基づき、長らく「最古客車図」の小型客車が「明治5年の新橋駅 - 横浜駅間の開業時に使用されていた日本最古の客車」とされてきた。

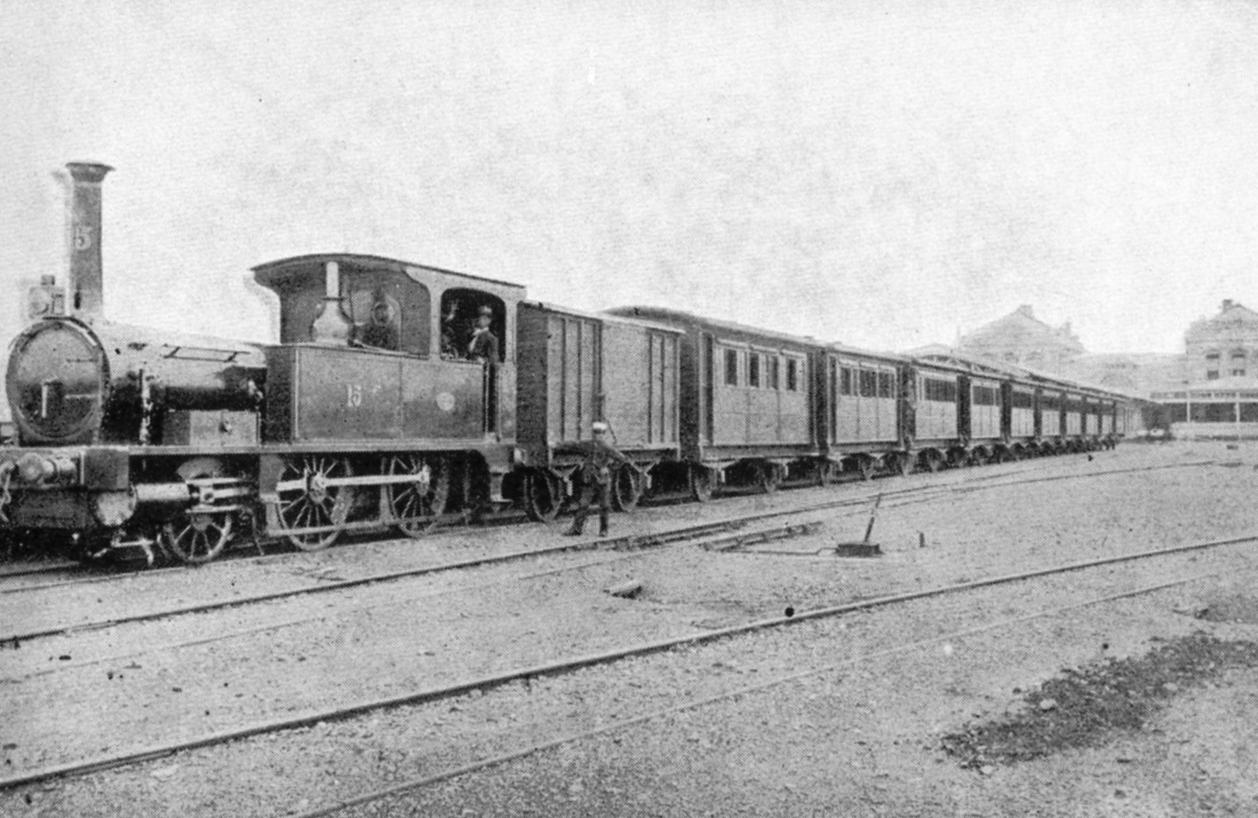
160形の牽引する列車
（明治初期、新橋駅）

1968年（昭和43年）、青木栄一の調査によって「最古客車図」タイプの客車（英国形）は1874年（明治7年）に開業した大阪駅 - 神戸駅間で使用されたものであり、新橋駅 - 横浜駅間で使用された“最古客車”は両端にオープンデッキのついた全長が長い客車（米国形）であったことが判明した。
2018年（平成30年）、イギリス人技師のジョン・イングランドのひ孫が「大阪駅 - 神戸駅間の工事を撮った写真」を保存していたことが林田治男の調査によって明らかになり、武庫川橋梁を渡る「最古客車図」タイプが写っていることから、阪神間で運用されていたことの確証が得られた。
ちなみに「最古客車図」の出典は、1893年（明治26年）にフランシス・ヘンリー・トレビシックが著した『The Outline Leading Dimensions, Weights and Capacities of the Different Classes of Carriages & Wagons』とされ、『日本国有鉄道百年史』にも図面が採録されている。また、『日本鉄道紀要』に掲載された「二等郵便合造客車」の写真が参考として用いられることが多々あった。
なお、1914年（大正3年）開催の東京大正博覧会の時点で、販売された絵ハガキには「我邦創業當時之客車」として図と解説が掲載されている。
| 客室面積   | 87平方呎            |
| 定員       | 30人                |
| 最大長副高 | 18′-0″×7′-0″×10′-8″ |
| 製造年月   | 不詳                |
| 代償       | 1,100円             |

## 復元

### 下等客車

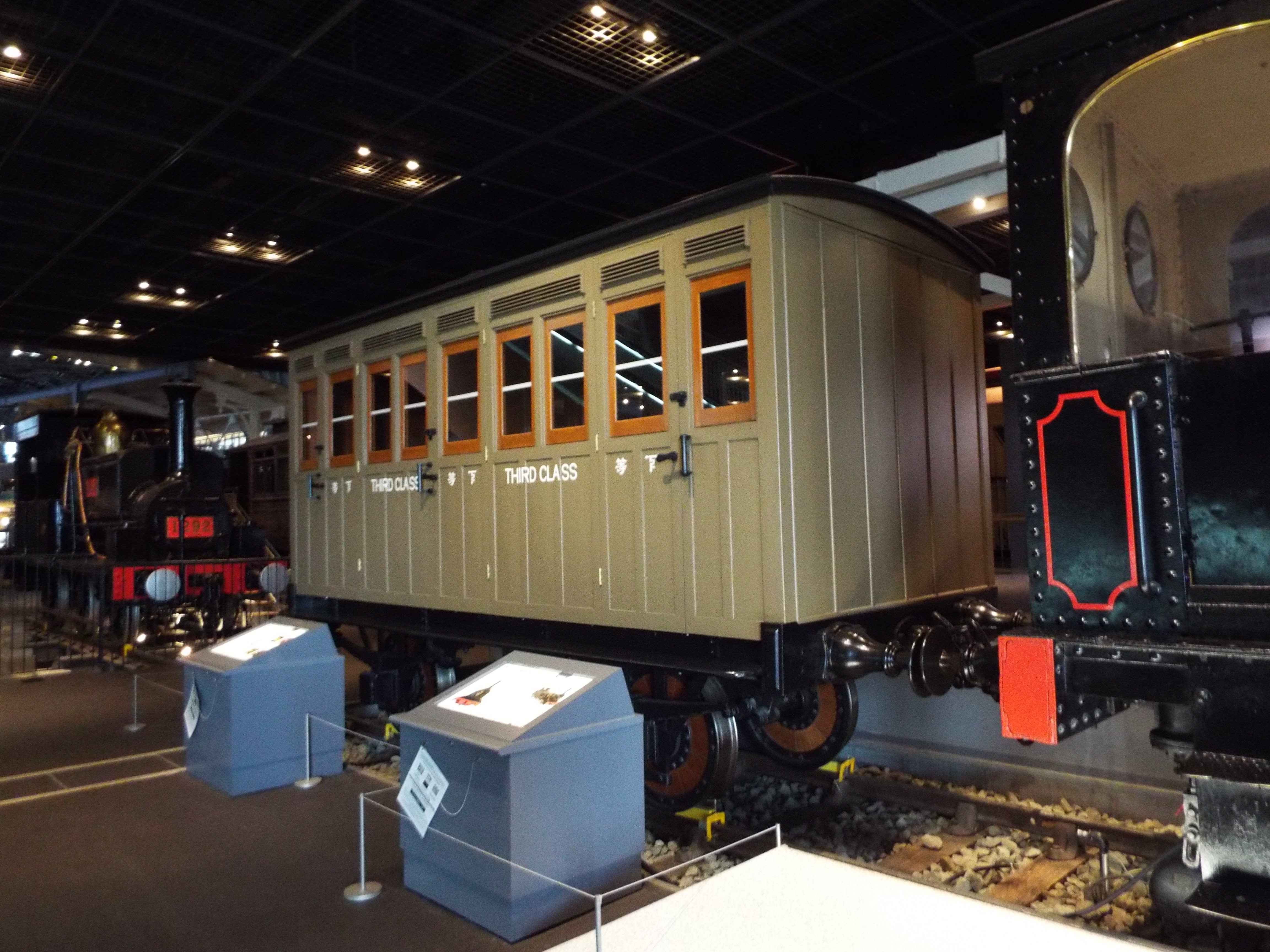
下等客車のレプリカ
（鉄道博物館、2022年撮影）

昭和35年頃、交通博物館では「弁慶号と開拓使号客車のように1号機関車に見合った客車」の新製を検討したものの、予算の都合上で白紙となった。鉄道100年を3年後に控えた1969年（昭和44年）、“最古客車”を復元することが正式に決まり、資料調査が始まった。製造元であるイギリスのメトロポリタン合同客貨車会社に照会したり、国内の古文献を調査したものの、資料は皆無であった。「最古客車図」のほか、交通博物館が所蔵している下等客車の縮尺1/15模型や実物大モックアップ、1876年（明治9年）製の初代1号御料車を参考に国鉄大井工場で復元製作された。車体側面には「下等／THIRD CLASS」の表記がされ、窓には「ガラス注意」を意味する白線が引かれた。
1970年（昭和45年）8月26日に交通博物館正面玄関脇に搬入され、10月14日に除幕された。ほどなくして1号機関車とともに館内展示となった。なお、展示に際して用いられた双頭レールは、かつて高架下にあった旧 鉄道博物館跡地から発掘したものであった。
2007年（平成19年）より、鉄道博物館で「創業期の客車 (Early Passenger Carriage)」として展示され、近年では解説板に次のような説明がある。

#### 関西
交通科学博物館は、1993年（平成5年）4月から10月までリニューアル工事を行い、それまで屋外展示していた1800形を館内の第2室に移設した。それに合わせて、カットモデルの「明治中期の三等客車」が製作された。2016年（平成28年）からは京都鉄道博物館に展示されている。

### 中等客車

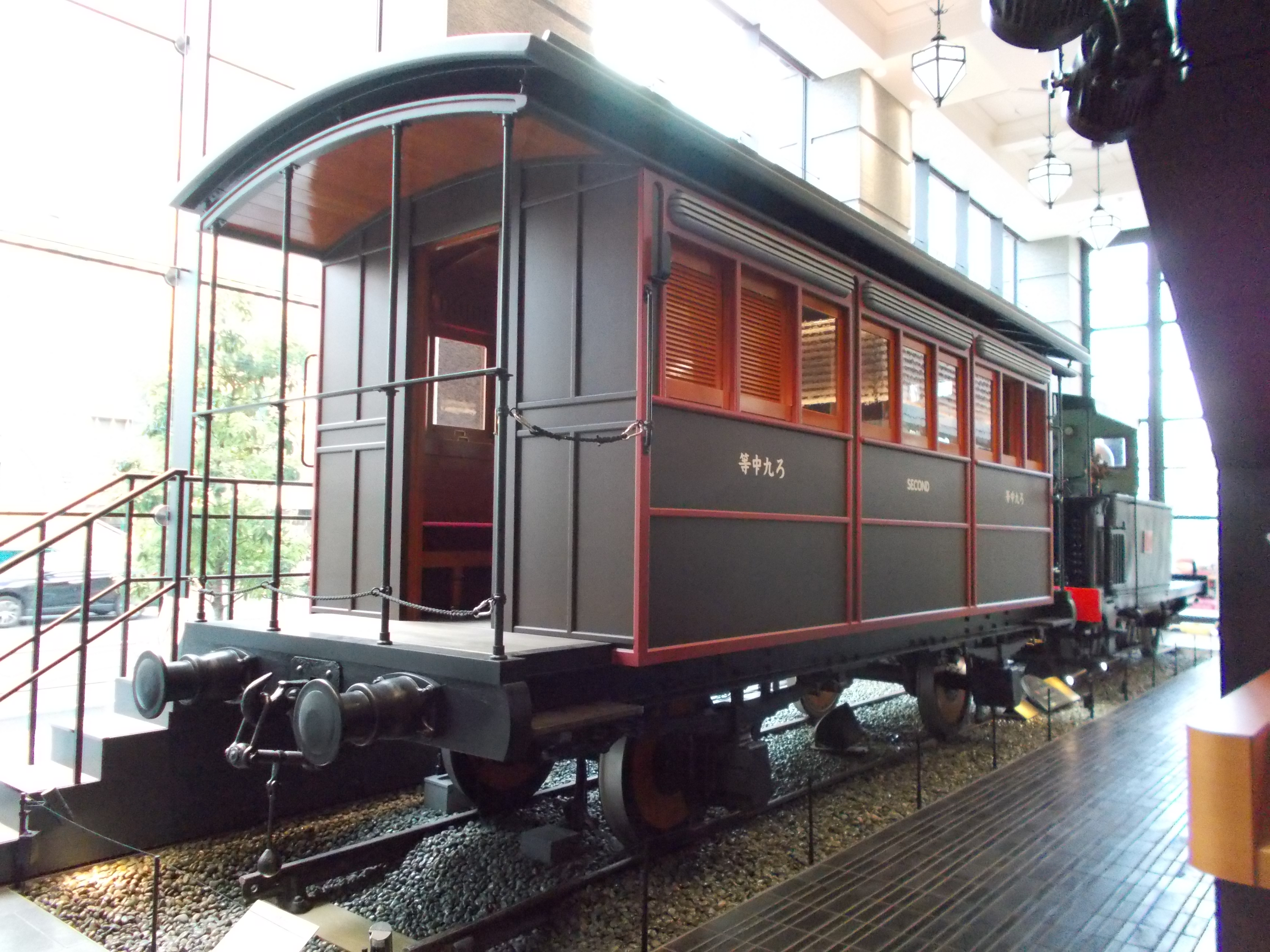
中等客車のレプリカ
（JR桜木町ビル、2022年撮影）

2020年（令和2年）、青梅鉄道公園に展示されていた110形が神奈川県横浜市の桜木町駅（初代横浜駅）併設の商業施設「CIAL桜木町 ANNEX」の「旧横濱鉄道歴史展示（通称・旧横ギャラリー）」に移設されることに合わせて、専門家の協力を基に中等客車が復元製作された。両端にはオープンデッキがあり、車体側面には「ろ九中等／SECOND」の表記がされている。6月27日の新南口の供用開始とともに公開された。